# Ryūji Sawakami
Ryūji Sawakami (jap. 澤上竜二, Sawakami Ryūji; * 8. Oktober 1993 in der Präfektur Nara) ist ein japanischer Fußballspieler.

## Karriere
Ryūji Sawakami erlernte das Fußballspielen in der Universitätsmannschaft der Osaka University of Health and Sport Sciences. Seinen ersten Vertrag unterschrieb er 2016 bei Cerezo Osaka. Der Verein aus Osaka, einer Stadt in der Präfektur Osaka, spielte in der zweithöchsten japanischen Liga, der J2 League. Die U23-Mannschaft des Vereins spielte in der dritten Liga, der J3 League. Ende 2016 belegte der Verein den vierten Tabellenplatz der zweiten Liga und stieg in die erste Liga auf. Von August 2020 bis Saisonende wurde er an den FC Imabari ausgeliehen. Der Verein aus Imabari spielte in der dritten japanischen Liga. Für Imabari absolvierte er 23 Drittligaspiele. Nach der Ausleihe kehrte er nach Osaka zurück. Im Juli 2021 lieh ihn der Zweitligist SC Sagamihara bis Saisonende aus. Mit dem Verein aus Sagamihara belegte man am Saisonende 2021 den 19. Tabellenplatz und stieg in die dritte Liga ab. Für Sagamihara stand er achtmal in der zweiten Liga auf dem Spielfeld. Im Februar 2022 kehrte er aus der Ausleihe nach Osaka zurück. Im März 2022 unterschrieb er einen Leihvertrag beim Drittligisten Gainare Tottori. Hier bestritt er bis Anfang August 2023 46 Ligaspiele. Hierbei erzielte er sieben Treffer. Direkt im Anschluss wurde er bis Saisonende an den Drittligisten Fukushima United FC ausgeliehen. Für den Verein aus Fukushima bestritt er 17 Ligaspiele. Nach der Ausleihe wurde er im Februar 2024 fest von Fukushima unter Vertrag genommen.

## Erfolge
Cerezo Osaka
- Japanischer Ligapokalsieger: 2017